# Mercedes-Benz Baureihe 169
| Sterne im Euro NCAP-Crashtest (2005) |

Die Mercedes-Benz Baureihe 169 ist ein Fahrzeugtyp der deutschen Automobilmarke Mercedes-Benz mit Frontantrieb, der unter der Bezeichnung „A-Klasse“ verkauft wurde.

## Modellgeschichte
Die Baureihe 169 löste im Oktober 2004 den Fahrzeugtyp der ersten Generation (Baureihe 168) ab. Mit der Neuauflage war nun zusätzlich eine dreitürige Variante lieferbar, die auch als C 169 bezeichnet wird. Eine Langversion, wie noch beim Vorgänger (V 168), war nicht mehr erhältlich.

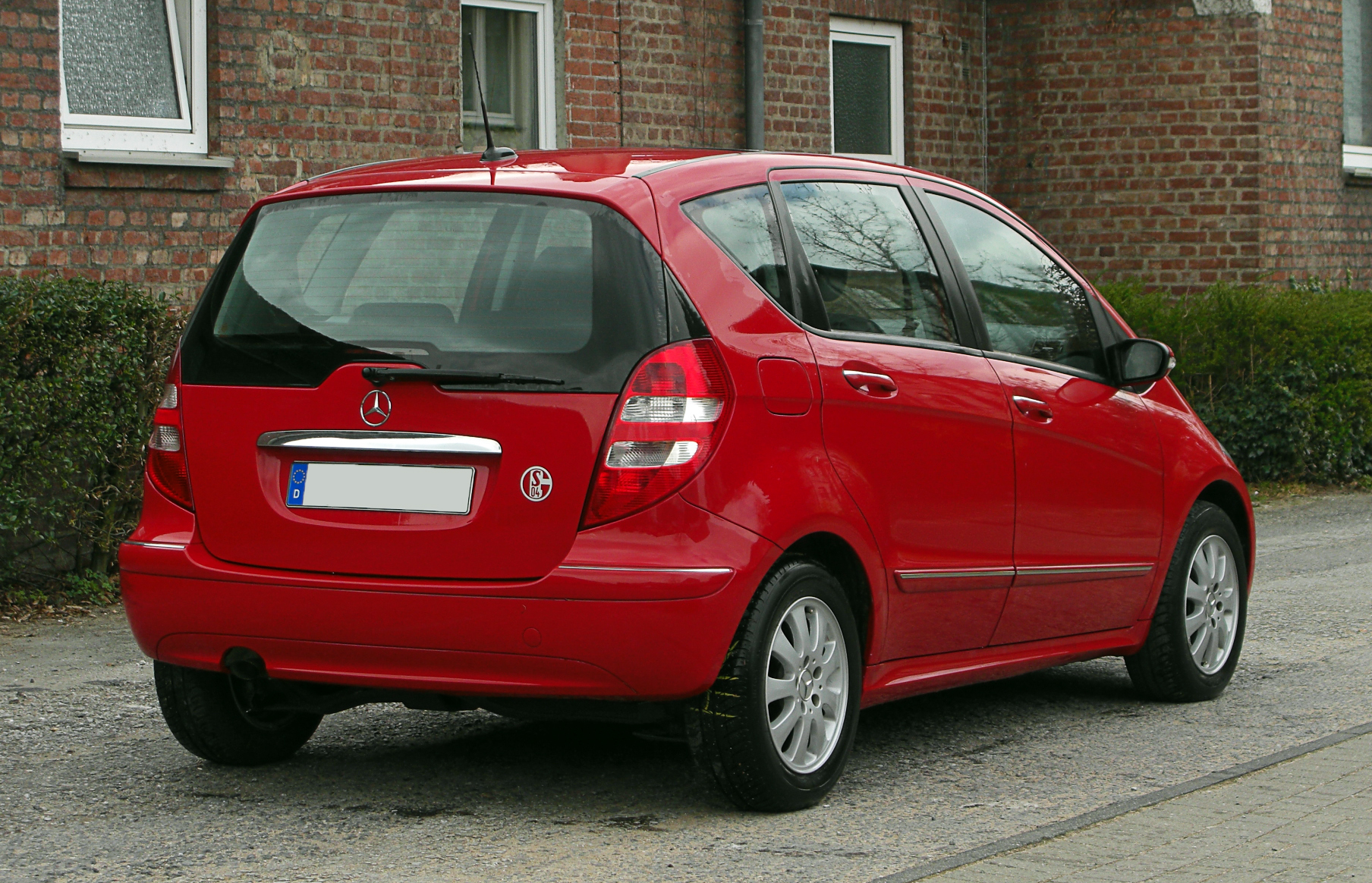
Heckansicht
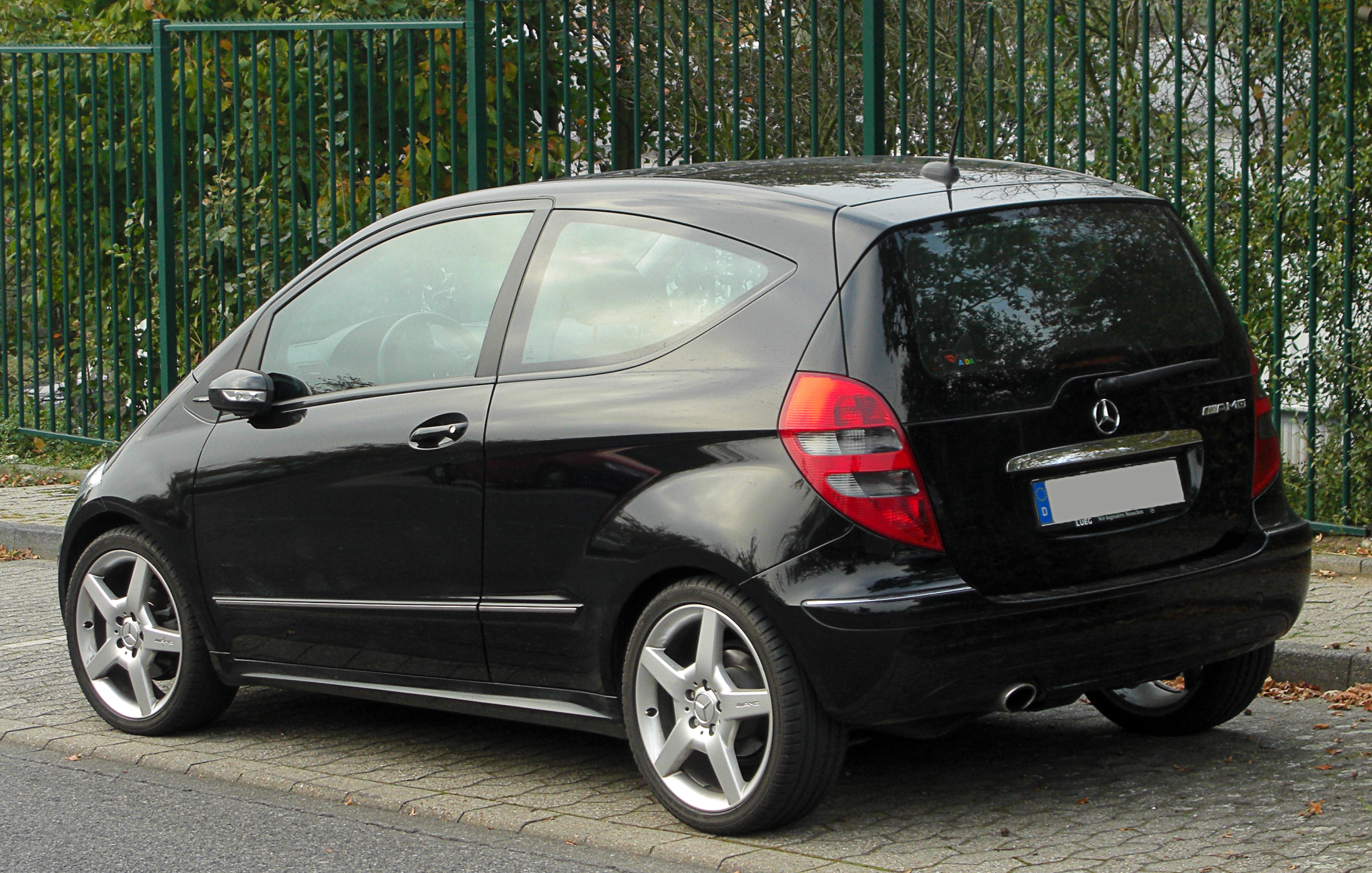
Mercedes-Benz A-Klasse Coupé (2004–2008)
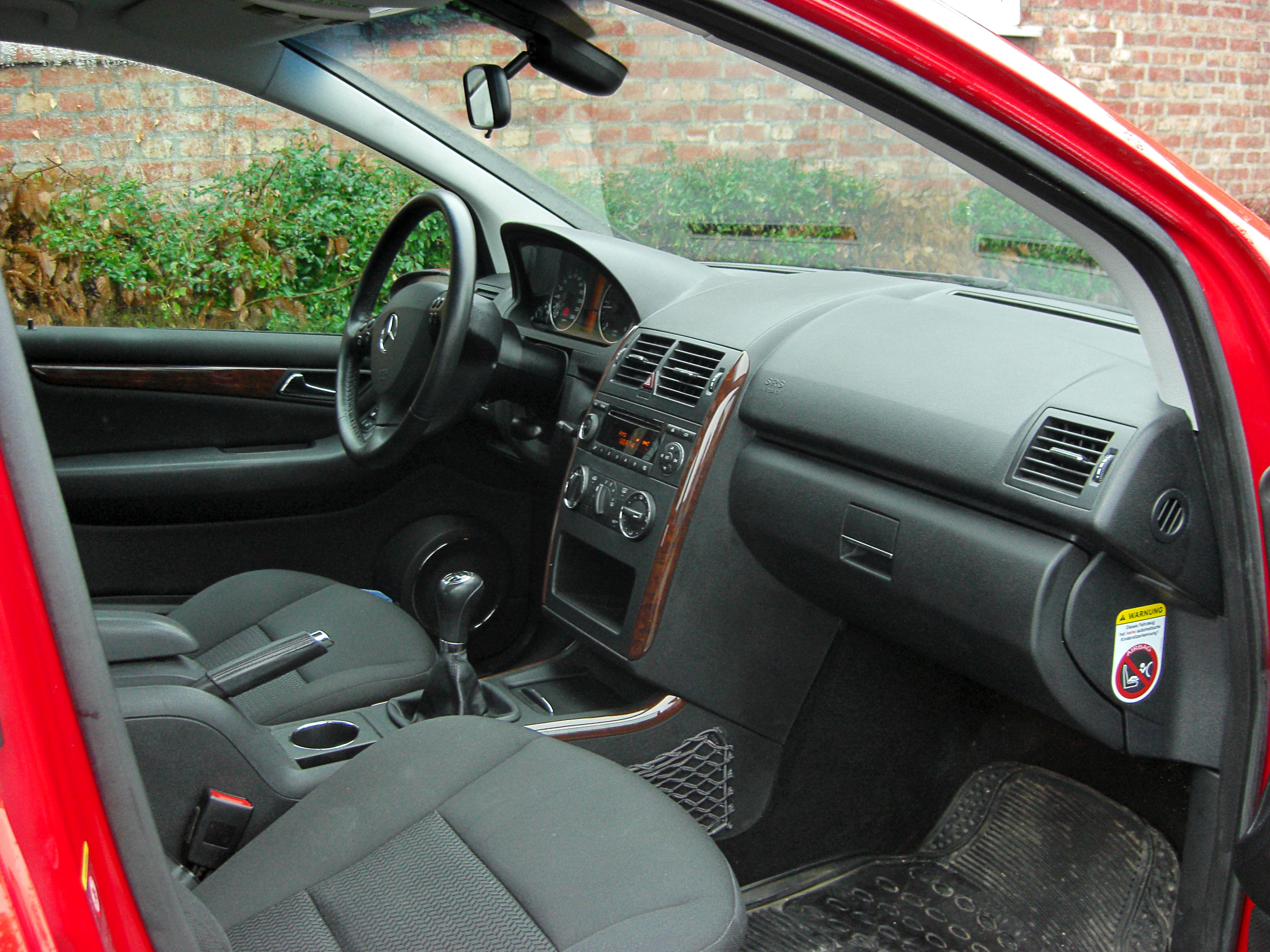
Innenraum (Elegance)

### Modellentwicklung
- September 2004: Bestellfreigabe
- Oktober 2004: Markteinführung der Modelle A 150, A 170, A 200, A 160 CDI, A 180 CDI und A 200 CDI
- November 2004: dreitüriges Modell (Coupé) verfügbar
- Dezember 2004: Autotronic (stufenloses Automatikgetriebe) verfügbar
- Juni 2005: Modellpflege „Modelljahr 2006“
- Juli 2005: Einführung des Modells A 200 Turbo, Rußpartikelfilter bei Diesel jetzt serienmäßig
- Februar 2006: Sondermodell Polar Star
- September 2007: Sondermodell EDITION 10
- Frühling 2008: Facelift der Modellreihe, die ab Juni 2008 mit Einführung des A 160 CDI BlueEFFICIENCY erhältlich war.
- Juni 2009: Umbenennung des A 150 in A 160 und des A 170 in A 180, sonst keine technischen Veränderungen; außerdem Sondermodell Special Edition
- Juli 2010: Einstellung der Produktion der dreitürigen Coupé-Version aufgrund schwacher Verkaufszahlen.
- Oktober 2010: Produktionsende des A 200 Turbo
- April 2012: Produktionsende des W 169 am 19. April 2012. Der Nachfolger W 176 erschien am 15. September 2012.

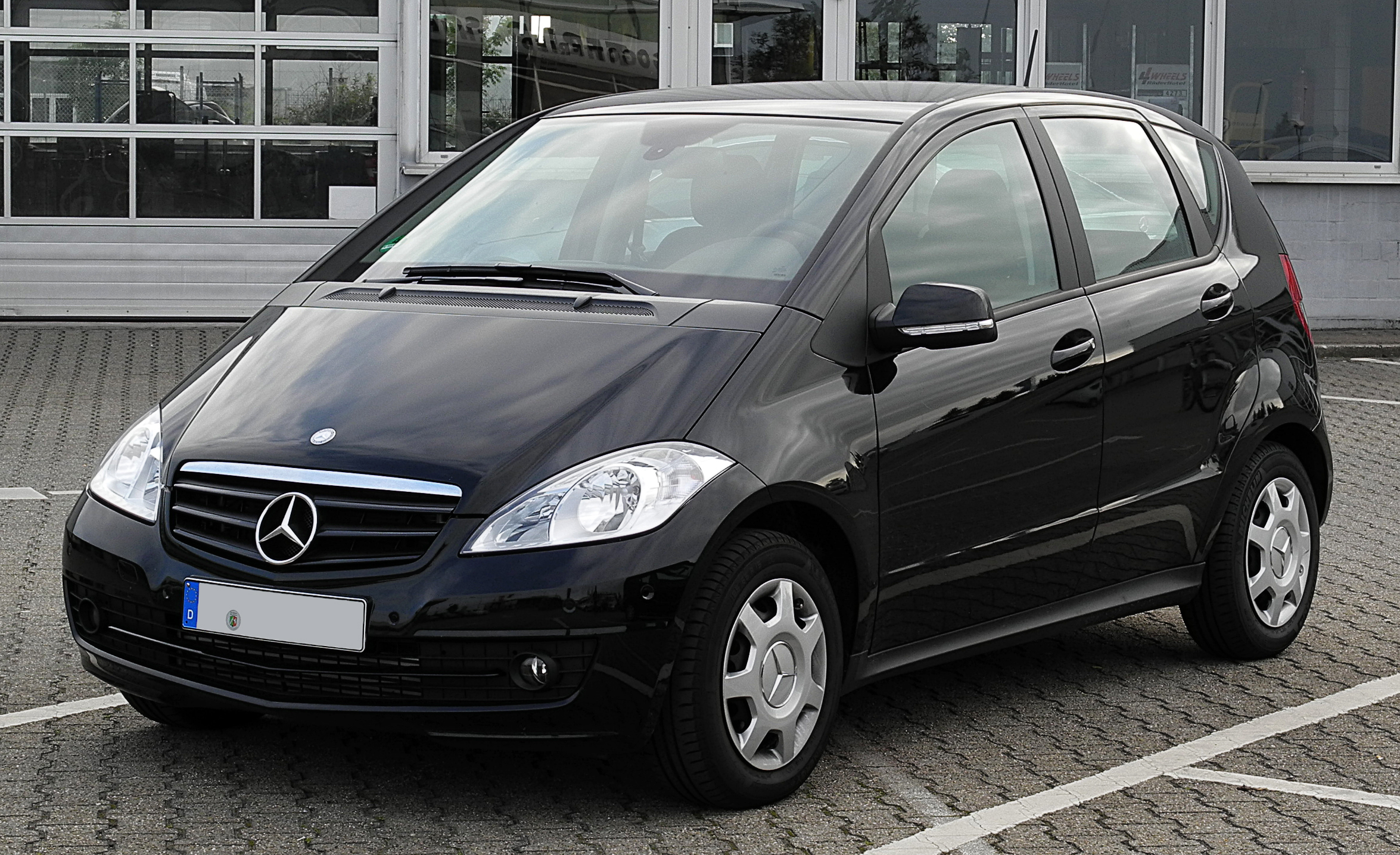
Mercedes-Benz A-Klasse (2008–2012)
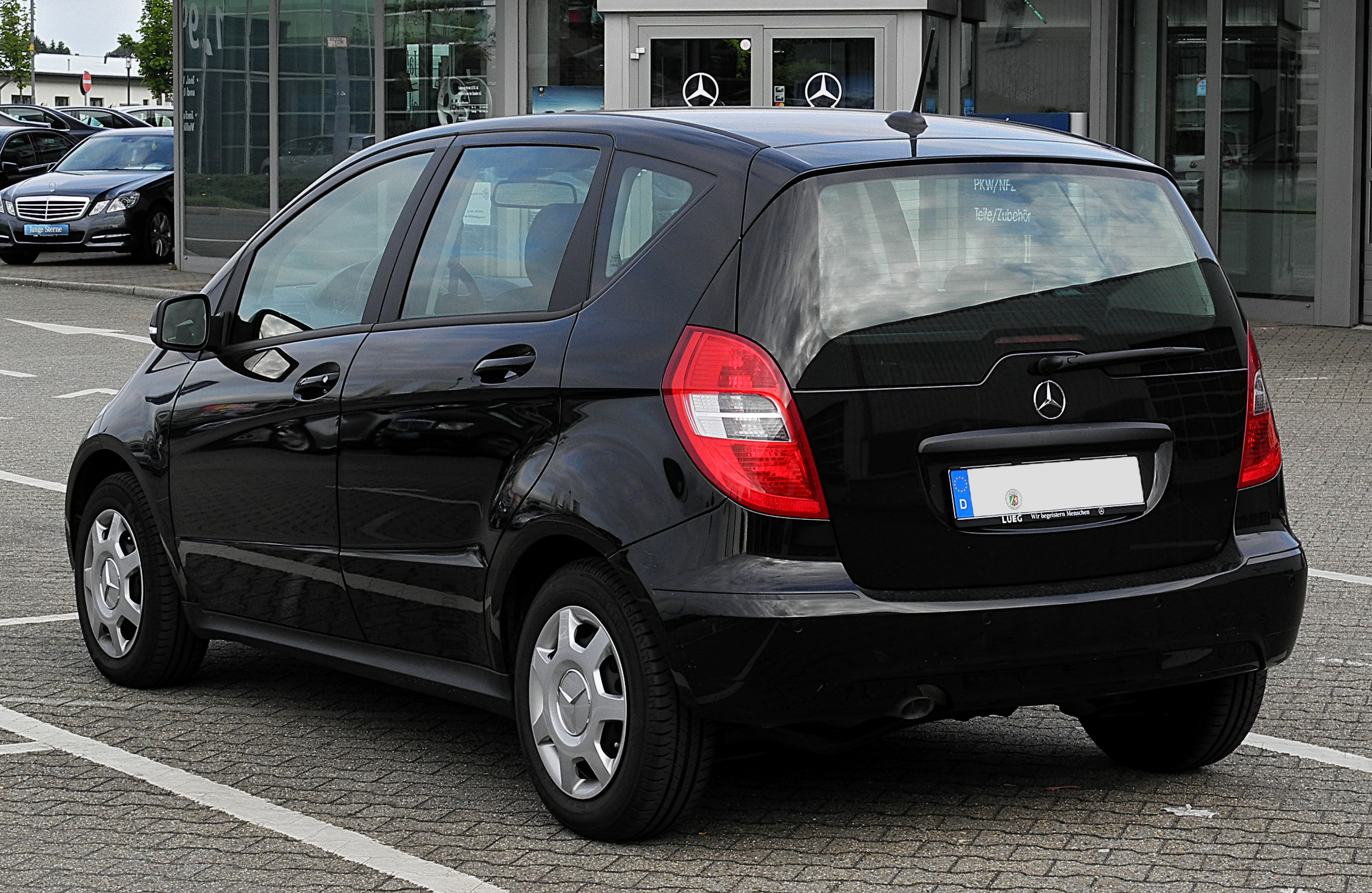
Heckansicht
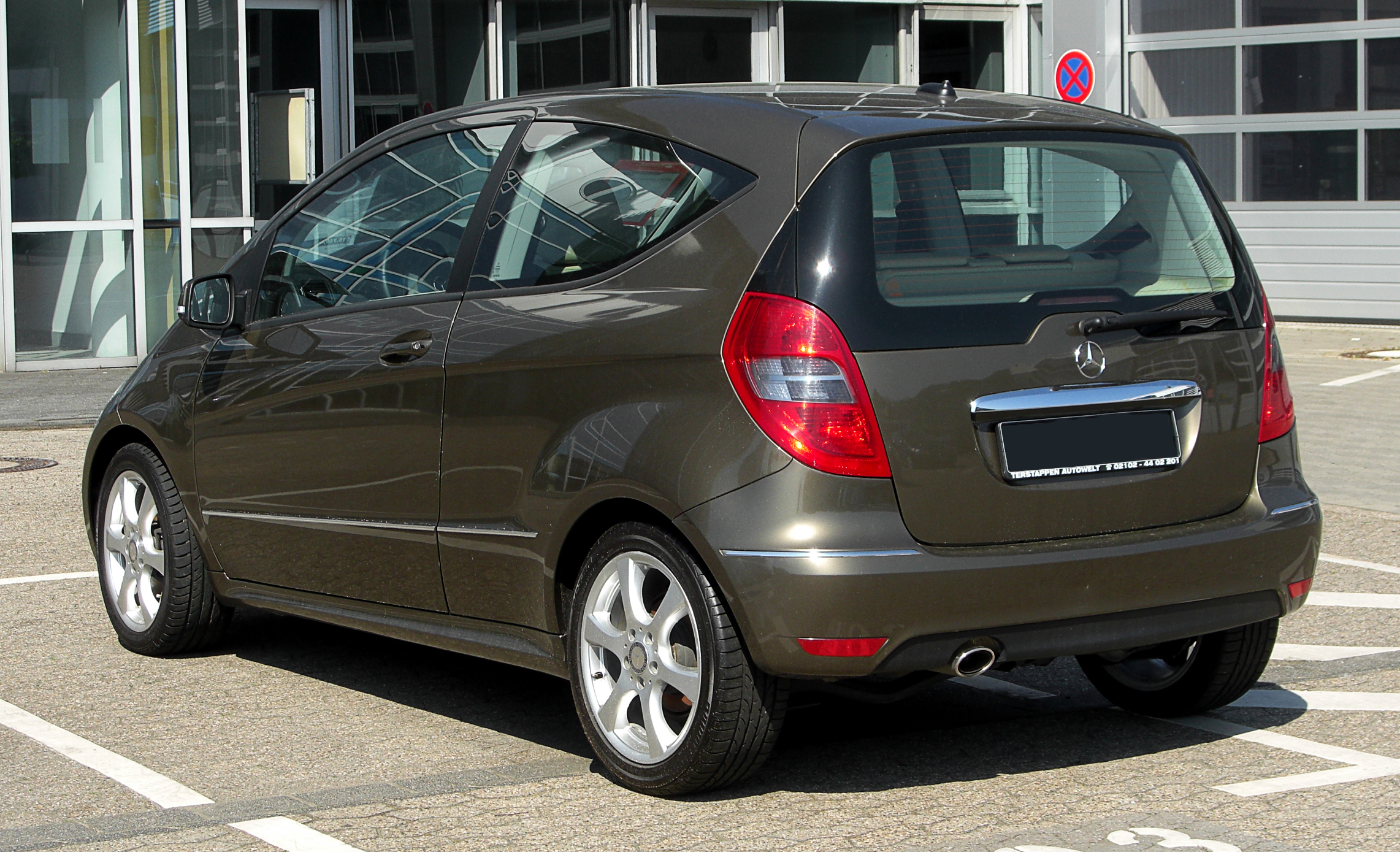
Mercedes-Benz A-Klasse Coupé (2008–2010)

## Ausstattung
Wie die meisten Fahrzeuge der Marke Mercedes-Benz wurde auch die Baureihe 169 in drei Ausstattungslinien angeboten:
- Classic/Serienausstattung (ab Modellpflege) hat Stahlräder und Kunststoffeinlagen in hochglänzendem schwarzen Klavierlack-Look.
- Elegance hat unter anderem Aluminiumräder, Holzeinlagen, Lederelemente. 4-fach elektrische Fensterheber waren bis zum Facelift serienmäßig, zuletzt aufpreispflichtig.
- Avantgarde hat unter anderem Aluminiumräder, Lederelemente, Aludekor und ein „sportlicheres“ Aussehen.

Das optionale Automatikgetriebe ist ein stufenloses (CVT-Getriebe).

### Insassensicherheit
Durch die Bauweise mit stark geneigtem Motor, wie beim Vorgänger, kann der Antriebsblock bei einem Frontalaufprall unter die Fahrgastzelle abgleiten und reduziert so wirksam Unfallfolgen für die Insassen, das Fahrzeug selbst erleidet bei der Verschiebung einen Totalschaden. Diese Ausführung der Vorbaustruktur ließen sich die Mercedes-Ingenieure patentieren:
- DE 43 26 396 C2 „Kraftwagen mit einem in einem spitzen Winkel gegen die Horizontale geneigten Antriebsmotor“
- DE 44 00 132 C1 „Stirnwandaufbau für einen Kraftwagen mit vorn angeordneter Antriebseinheit“

Durch diese Bauweise und den Sandwichboden sitzen die Insassen außerdem deutlich höher als bei anderen Fahrzeugen, was auch bei Seitenaufprall-Unfällen von Vorteil ist. Nachteile des hohen Aufbaus sind ein höherer Schwerpunkt und die große Stirnfläche.
Serienmäßig sind folgende Sicherheitsausstattungen:
- Adaptive Front-Airbags
- Aktive Kopfstützen
- Gurtstraffer für die Außensitze vorne und hinten und Gurtkraftbegrenzer für die Außensitze vorne[2]
- Elektronisches Stabilitätsprogramm
- Kopf/Thorax-Airbags

Gegen Aufpreis sind erhältlich:
- Sidebags für den Fond
- Windowbags

Kindersitze lassen sich an der Rückbank nur auf den Außensitzen sicher befestigen. Dort sind auch Isofix-Halterungen vorhanden. Gegen Aufpreis gibt es für den Beifahrersitz eine automatische Kindersitzerkennung, die den Beifahrerairbag deaktiviert (AKSE). Dies funktioniert aber nur bei Babyschalen, die beim Mercedes-Händler erhältlich sind.
Die Baureihe 169 erreicht beim EURO-NCAP-Crashtest die höchste Wertung von fünf Sternen.

### Besondere Ausstattungsmerkmale (z. T. Sonderausstattung)
- Bi-Xenon-Scheinwerfer mit Abbiegelicht
- Autotronic stufenloses Automatikgetriebe
- Comand APS DVD-Navigation
- Elektronisches Stabilitätsprogramm
- Panorama-Lamellenschiebedach
- Partikelfilter für Diesel-Motoren
- Berganfahrhilfe
- Einparkhilfe vorne und hinten („Park Distance Control“, PDC)
- Parkassistent (selbständiges Einparken)
- Linguatronic (Sprachsteuerung für Radio, CD, Navigation, Telefon inkl. Telefon und Adressbuch)

## Motorvarianten
Die Baureihe 169 gab es mit sieben verschiedenen Vierzylindermotoren. Bei den Motoren mit der Bezeichnung CDI handelt es sich um Dieselmotoren mit Common-Rail-Einspritzung und Turbolader.
Die Modelle mit der Zusatzbezeichnung BlueEFFICIENCY waren nur mit manuellem 5-Gang-Getriebe erhältlich, die Modelle gleichen Namens ohne diese Zusatzbezeichnung nur mit stufenlosem Automatikgetriebe. Die Modelle A 150 und A 200 gab es sowohl mit stufenlosem Automatikgetriebe als auch mit manuellem 5-Gang-Getriebe, die Modelle A 180 CDI, A 200 CDI und A 200 Turbo wahlweise mit stufenlosem Automatikgetriebe oder manuellem 6-Gang-Getriebe.
| Modell                   | Bauzeitraum | Motorbe- zeichnung*  | Hubraum  | Leistung        | Drehmoment (1)                          | Höchst- geschwindigkeit (1) | Verbrauch kombiniert (l/100 km) (1) | Beschleunigung, 0–100 km/h (1) | CO2-Emissionen |
| Benziner                 |             |                      |          |                 |                                         |                             |                                     |                                |                |
| A 150                    | 2004–2009   | M 266 E 15           | 1498 cm³ | 70 kW (95 PS)   | 140 Nm bei 3500/min                     | 175 km/h                    | 6,2–6,7                             | 12,6 s                         | 148–159 g/km   |
| A 160                    | 2009–2012   | M 266 E 15           | 1498 cm³ | 70 kW (95 PS)   | (140 Nm bei 3500–4000/min)              | 170 km/h                    | 6,8–7,2                             | 13,5 s                         | 159–168 g/km   |
| A 160 BlueEFFICIENCY     | 2009–2012   | M 266 E 15           | 1498 cm³ | 70 kW (95 PS)   | (140 Nm bei 3500–4000/min)              | 175 km/h                    | 6,0–6,2                             | 12,6 s                         | 139–143 g/km   |
| A 170                    | 2004–2009   | M 266 E 17           | 1699 cm³ | 85 kW (116 PS)  | 155 Nm bei 3500/min                     | 188 km/h                    | 6,6–6,8                             | 10,9 s                         | 157–163 g/km   |
| A 180                    | 2009–2012   | M 266 E 17           | 1699 cm³ | 85 kW (116 PS)  | (155 Nm bei 3500–4000/min)              | 183 km/h                    | 6,8–7,3                             | 11,5 s                         | 159–171 g/km   |
| A 180 BlueEFFICIENCY     | 2009–2012   | M 266 E 17           | 1699 cm³ | 85 kW (116 PS)  | (155 Nm bei 3500–4000/min)              | 188 km/h                    | 6,3–6,6                             | 10,9 s                         | 146–153 g/km   |
| A 200                    | 2004–2012   | M 266 E 21           | 2034 cm³ | 100 kW (136 PS) | 185 Nm bei 3500–4000/min                | 200 (195) km/h              | 6,7–6,8 (7,4–7,6)                   | 9,8 (9,9) s                    | 156–159 g/km   |
| A 200 Turbo              | 2005–2010   | M 266 E 21 AL        | 2034 cm³ | 142 kW (193 PS) | 280 Nm bei 1800–4850/min                | 228 (220) km/h              | 7,5–7,7 (7,9–8,1)                   | 7,5 (7,3) s                    | 178–182 g/km   |
| Diesel (2)               |             |                      |          |                 |                                         |                             |                                     |                                |                |
| A 160 CDI                | 2004–2012   | OM 640 DE 20 LA red. | 1991 cm³ | 60 kW (82 PS)   | 180 Nm bei 1400–2600 (200 Nm/1400–2600) | 165 km/h                    | 5,4–5,8                             | 15,3 s                         | 142–154 g/km   |
| A 160 CDI BlueEFFICIENCY | 2008–2012   | OM 640 DE 20 LA red. | 1991 cm³ | 60 kW (82 PS)   | 180 Nm bei 1400–2600                    | 170 km/h                    | 4,5–4,7                             | 15,0 s                         | 118–125 g/km   |
| A 180 CDI                | 2004–2012   | OM 640 DE 20 LA red. | 1991 cm³ | 80 kW (109 PS)  | 250 Nm bei 1600–2600                    | 186 (181) km/h              | 4,9–5,2 (5,4–5,8)                   | 10,8 (11,1) s                  | 128–138 g/km   |
| A 200 CDI                | 2004–2012   | OM 640 DE 20 LA      | 1991 cm³ | 103 kW (140 PS) | 300 Nm bei 1600–3000 (280 Nm/1600–3000) | 201 (196) km/h              | 5,1–5,3 (5,5–6,0)                   | 9,5 (9,6) s                    | 135–139 g/km   |

* Die Motorbezeichnung ist wie folgt verschlüsselt:
M = Motor (Otto), OM = Ölmotor (Diesel), Baureihe = 3-stellig, E = Saugrohreinspritzung, DE = Direkteinspritzung, Hubraum = Deziliter (gerundet), A = Abgasturbolader, L = Ladeluftkühlung, LA = wie AL, red. = reduzierte Leistung

## Fahrwerk
Die Vorderräder sind einzeln an MacPherson-Federbeinen und Querlenkern aufgehängt, hinten ist eine starre Deichselachse eingebaut, die von einem liegenden Wattgestänge hinten seitlich geführt wird. Diese Bauart nennt Mercedes Parabelachse. An allen Rädern gibt es Scheibenbremsen, die vorderen sind innenbelüftet. Die Zahnstangenlenkung wird von einem elektrischen Servosystem unterstützt, dessen Wirkung sich mit zunehmender Geschwindigkeit verringert.

## Absatzzahlen
Ein Jahr nach der Markteinführung waren 200.000 der Fahrzeuge ausgeliefert. Bis Weihnachten 2011 wurden über eine Million Fahrzeuge an Kunden ausgeliefert. Im ersten Halbjahr 2011 kam es zu Produktionsausfällen, weil das Werk Rastatt die Produktion auf die Nachfolgegeneration der A- und B-Klasse umstellte, weshalb der Absatz in diesem Zeitraum, insbesondere in Deutschland, deutlich unter den gewohnten Werten lag.

## Schwachstellen
Durch einen Fehler im Produktionsprozess der Fahrzeuge während der Bauzeit Juni 2004 bis Juni 2006 neigen die Türen und Hauben im Bereich der Falze zur Korrosion. An den betroffenen Stellen wurde die elastische Dichtmasse vor der korrosionshemmenden kathodischen Tauchlackierung aufgebracht. Weltweit waren bei der A- und B-Klasse bis zu 445.000 Fahrzeuge betroffen. In Deutschland waren bis zu 200.000 Fahrzeuge betroffen.

## Trivia
Vor der Markteinführung wurde in den Werbefilmen mit dem Lied Hello (Follow your own star) von Christina Aguilera unterlegt. Aguilera stand auch für einige andere Werbezwecke bei der Markteinführung zur Verfügung. Einige Kunden bekamen auch eine „Exclusive Mercedes-Benz Promotion-CD“ mit zwei Versionen des Liedes (Radioversion und Dance Floor Mix).